# Littoridinops
Littoridinops is een geslacht van weekdieren uit de klasse van de Gastropoda (slakken).

## Soorten
- Littoridinops monroensis (Frauenfeld, 1863)
- Littoridinops palustris F. G. Thompson, 1968
- Littoridinops tampicoensis (Pilsbry & Hinkley, 1907)
- Littoridinops tenuipes (Couper, 1844)